# Bellingcat
Bellingcat (estilizado como bell¿ngcat) é um site de jornalismo investigativo com sede na Holanda especializado em verificação de fatos e inteligência de código aberto (OSINT). Foi fundada pelo jornalista e ex-blogueiro britânico Eliot Higgins em julho de 2014.  A Bellingcat publica as descobertas de investigações de jornalistas profissionais e cidadãos sobre zonas de guerra, abusos de direitos humanos e o submundo do crime. Os colaboradores do site também publicam guias de suas técnicas, bem como estudos de caso.
A Bellingcat começou como uma investigação do uso de armas na Guerra Civil Síria. Seus relatórios sobre a Guerra em Donbas (incluindo a queda do voo 17 da Malaysia Airlines), o ataque El Junquito, a Guerra Civil do Iêmen, o envenenamento de Skripal e a morte de civis pelo exército camaronês atraíram a atenção internacional.

## Nome
O nome deriva da expressão idiomática "belling the cat", que vem de uma fábula medieval sobre ratos que discutem como tornar um gato inofensivo. Um deles sugere colocar um sino no pescoço do gato, e todos os ratos apoiam a ideia, mas nenhum está disposto a fazê-lo.

## História

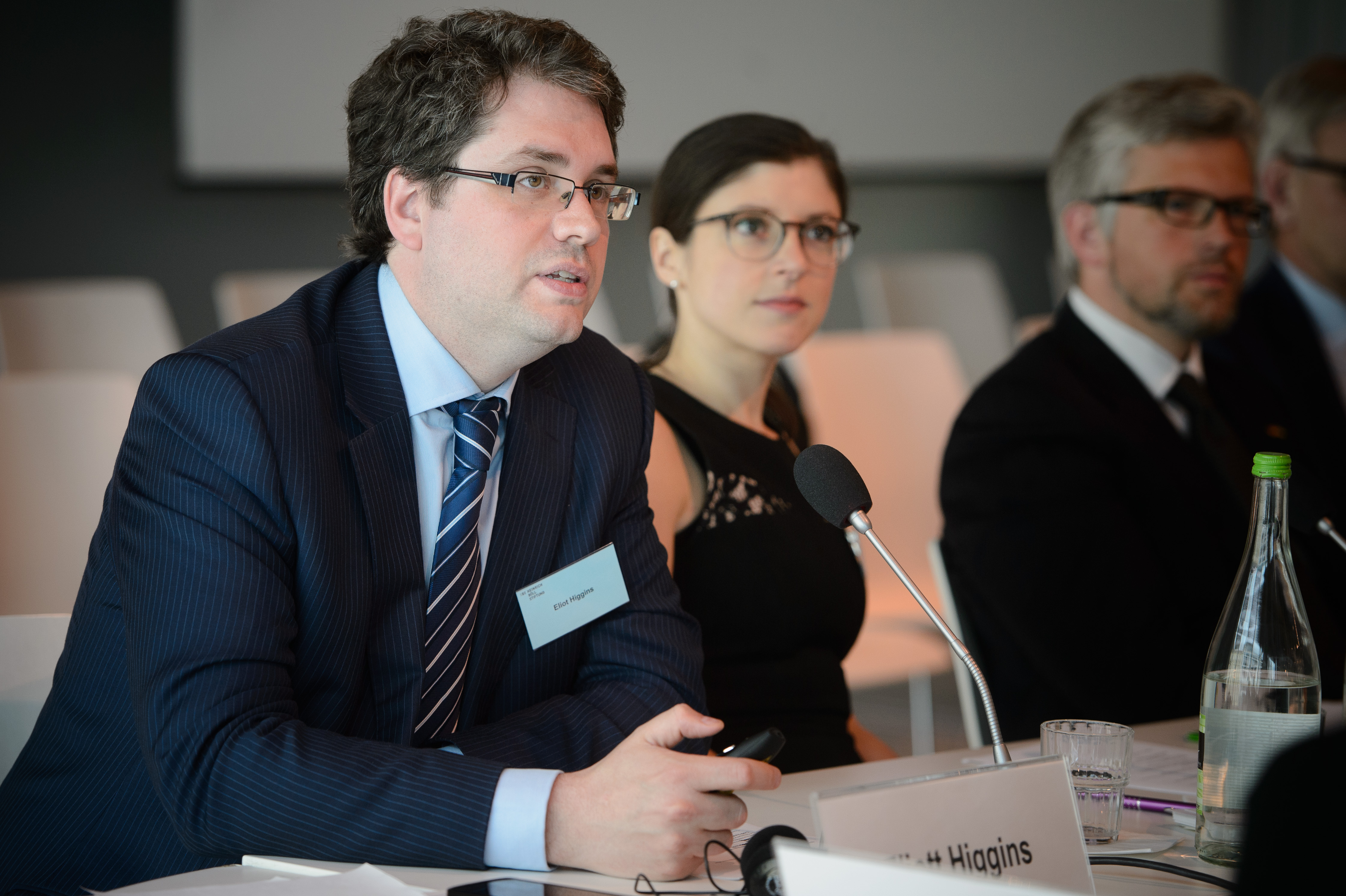
Eliot Higgins e Alina Polyakova (Diretor Associado do Atlantic Council), apresentando "Hiding in Plain Sight"; Andrij Melnyk (embaixador da Ucrânia na Alemanha), na Conferência "Russian Disinformation in the 21st Century", Berlim, 2015

O interesse de Eliot Higgins pela OSINT começou em 2011, quando ele discutia em comentários do The Guardian e descobriu que é possível verificar vídeos com imagens de satélite. Em março de 2012, ele iniciou um blog sob o pseudônimo "Brown Moses", em homenagem a uma música de Frank Zappa, através do qual publicou sua pesquisa em imagens de vídeo da Guerra Civil Síria. Ele olhou para centenas de clipes curtos na Internet, localizou-os e examinou detalhes das armas usadas. Como resultado, Higgins demonstrou que o regime sírio estava usando munições cluster e armas químicas. Em 2013, Higgins vinculou o ataque químico em Ghouta (ataque químico de Ghouta) a Bashar al-Assad.
A primeira grande investigação da Bellingcat, feita principalmente por voluntários sem financiamento externo, foi a queda do voo 17 da Malaysia Airlines (MH17) em 2014. Sua conclusão de que a Rússia era responsável foi posteriormente confirmada pela equipe de investigação conjunta internacional (JIT) liderada pela Holanda, que descobriu em um relatório datado de 25 de maio de 2018 que a derrubada do MH17 foi iniciada pelos militares russos. Em outras investigações usando o Google Earth, investigadores voluntários que trabalham com o Bellingcat disseram ter descoberto as coordenadas de um campo de treinamento do Estado Islâmico, bem como o local onde um jornalista norte-americano foi morto.
Kristyan Benedict, gerente de campanha da Anistia Internacional, disse ao The New Yorker em 2013 que muitas organizações tinham analistas, mas que Higgins era mais rápido do que muitas equipes de investigação estabelecidas.
Higgins lançou a plataforma Bellingcat (em sua versão beta) em 14 de julho de 2014, levantou £50k em doações privadas no mês seguinte através da plataforma de crowdfunding Kickstarter, e realizou crowdfunding adicional em 2017. Metade do financiamento vem de subsídios e doações, a outra metade da realização de workshops que treinam pessoas na arte de investigações de código aberto.
A partir de aproximadamente 2019, a empresa tinha dezesseis funcionários em tempo integral mais Higgins e pelo menos 60 colaboradores. Seu escritório ficava em Leicester. Em 2018, a Bellingcat mudou seu escritório principal para Amsterdã, na Holanda, como resultado do Brexit iminente e das preocupações com o recrutamento e a mobilidade de seus funcionários. A partir de 2021, a Bellingcat também está presente em um novo centro Investigative Commons em Berlim, Alemanha.
Em 8 de outubro de 2021, o Bellingcat foi designado como "agente estrangeiro" na Rússia.

## Casos notáveis

### Guerra no leste da Ucrânia
Em 21 de dezembro de 2016, o Bellingcat publicou um relatório que analisava os ataques de artilharia russos transfronteiriços contra tropas do governo ucraniano e em apoio aos separatistas pró-Rússia no verão de 2014.

### MH17

Rota do voo 17 da Malaysia Airlines em 17 de julho de 2014 de Amsterdã para Kuala Lumpur.

Em 17 de julho de 2014, o voo 17 da Malaysia Airlines, um voo de passageiros de Amsterdã para Kuala Lumpur, foi abatido enquanto sobrevoava o leste da Ucrânia. Todos os 283 passageiros e 15 tripulantes morreram depois que o Boeing 777 foi atingido por uma explosão de "objetos de alta energia".
Em 9 de novembro de 2014, a equipe de investigação do Bellingcat MH17 publicou um relatório intitulado "MH17: Fonte do Buk dos Separatistas". Com base em evidências de fontes abertas, principalmente mídias sociais, o relatório liga um lançador de mísseis Buk que foi filmado e fotografado no leste da Ucrânia em 17 de julho à queda do voo MH17. O relatório, que inclui fotografias e mapas, detalha os movimentos do Buk no leste da Ucrânia em 17 de julho, evidência de que o Buk se originou da 53ª Brigada de Foguetes Antiaéreos em Kursk, na Rússia, junto com um comboio em direção à fronteira ucraniana. e a atividade dos veículos vistos no mesmo comboio após 17 de julho. Mais tarde, a equipe de investigação conjunta internacional liderada pelos holandeses fez descobertas semelhantes. O chefe do Esquadrão Nacional do Crime da Holanda disse que concluiu oficialmente que o míssil que derrubou o MH17 "é da 53ª brigada de mísseis antiaéreos de Kursk, na Federação Russa".
Em junho de 2015, a Bellingcat publicou evidências de que a Rússia havia usado o Adobe Photoshop para manipular imagens de satélite do desastre do MH17. O especialista em imagens forenses Jens Kriese, da Alemanha, disse que o relatório de Bellingcat usou métodos inválidos para chegar à sua conclusão. Em um relatório de acompanhamento, a Bellingcat publicou imagens de satélite com financiamento coletivo e análises adicionais que apoiaram sua afirmação.

### Guerra Civil Síria
Em abril de 2014, Bellingcat publicou evidências de armas químicas sendo usadas em civis sírios, incluindo crianças. Coletando e analisando imagens de vídeo de fontes locais que aparentemente mostravam partes de cilindros de cloro, Higgins disse que, embora o conteúdo dos cilindros não pudesse ser verificado, "as lesões retratadas nos vídeos parecem ser consistentes com a exposição química".
Em junho de 2016, a Bellingcat publicou um artigo mostrando que munições de fragmentação estavam sendo usadas contra o Novo Exército Sírio. A organização forneceu evidências fotográficas de fontes em primeira mão de que as munições usadas eram idênticas às usadas pelos militares russos.
Em setembro de 2016, a Bellingcat divulgou um artigo em resposta à Rússia negar o bombardeio de hospitais na Síria. O artigo analisou imagens do YouTube e imagens do Facebook, cruzando-as com áreas que foram confirmadas como atacadas por forças russas. O artigo relatou que o hospital em questão estava dentro da área sob ataque russo, embora a Rússia negue essas alegações.
Em março de 2017, a Bellingcat publicou um relatório investigativo sobre o bombardeio de uma mesquita em Aleppo que matou mais de 50 civis. O artigo incluía fotografias dos restos da bomba usada e mostrava que a peça era idêntica à de bombas semelhantes usadas pelos militares dos EUA.

## Recepção
O Tow Center for Digital Journalism da Columbia University, o Poynter Institute e outros acadêmicos de jornalismo recomendaram guias Bellingcat sobre como conduzir investigações de código aberto para jornalistas e estudantes de jornalismo.